# Al-Àmir (fatimita)
Abu-Alí Mansur ibn al-Mustalí al-Àmir bi-ahkam-Al·lah (àrab: أبو علي منصور بن المستعلي الآمر بأحكام الله, Abū ʿAlī Manṣūr ibn al-Mustaʿlī al-Āmir bi-aḥkām Allāh), més conegut pel seu làqab al-Àmir (31 de desembre de 1096-8 d'octubre de 1130), desè califa fatimita al Caire (1101-1130).
A la mort del seu pare Al-Mustali Abul Qasim Ahmed (1094–1101) fou proclamat califa a l'edat de cinc anys pel visir al-Afdal ibn Badr al-Djamali Shahanshah (8 de desembre del 1101). El visir va exercir realment el govern fins que fou assassinat el 1121 per sicaris nizarites.
En aquests anys va fer diverses expedicions contra els croats: el 1101 el general Sad al-Dawla al-Tawashi; el 1102 el general Sharaf al-Maali ibn al-Afdal; el 1103 els generals Tadj al-Ajam i Ibn Kadus; el 1104 el general Djamal al-Mulk; el 1105 Sana al-Mulk al-Husayn ben al-Afdal; el 1112 el general al-Aazz; i el 1113 el general Masud. En aquestes expedicions els fatimites tenien com a base la ciutat d'Ascaló. Tot i això no van poder impedir les conquestes dels croats: Tartus el 1102, Acre el 1103, Trípoli el 1109, Saida el 1111, i Sur el 1124. El rei Balduí I de Jerusalem va envair Egipte el 1117 i va ocupar Farama arribant fins a Tinis però es va haver de retirar per estar malalt i va morir durant la tornada.
El califa fou acusat de complicitat al crim d'al-Afdal el 1121; el càrrec de visir va passar a Al-Mamun ibn al-Bataihi. El 1122 es va fer una gran manifestació publica contra els nizarites, al Caire, on les reclamacions de la branca nizarita foren declarades il·legítimes. El 1123 els luwata van envair el país i van atacar Alexandria, però foren rebutjats. El visir al-Mamun fou deposat el 1125 i més tard executat (1128). El califa ja no va nomenar cap més visir, encara que el perceptor d'impostos, Abu Nadjah ben Kanna, que era cristià, va gaudir de gran influència, per un temps però fou empresonat i executat el 1129/1130.
El 1130 va néixer el que havia de ser el seu hereu, al-Tayyib. El 8 d'octubre de 1130 al-Amir fou assassinat per nizarites i el va succeir el seu cosí al-Hàfidh (1130–1149). La sort d'al-Tayyib és incerta i va sorgir una branca dels fatimites que li donava suport (els tayyibites mustalites) contra els hafizites mustalites que reconeixien la legitimitat d'al-Hàfidh.